# Trans Mountain Pipeline
Trans Mountain Pipeline — трубопровідна система для транспортування нафти та нафтопродуктів у канадських провінціях Альберта та Британська Колумбія.
Trans Mountain Pipeline спорудили у 1952—1953 роках для вивозу з провінції Альберта нафти, великі поклади якої відкрили у другій половині 1940-х. Трубопровід починався від Едмонтону, перетинав Північноамериканські Кордильєри та завершувався на Морському терміналі Вестрідж біля Ванкувера. Загальна довжина Trans Mountain Pipeline становила 977 км, в тому числі 827 км виконали в діаметрі 600 мм та 150 км — в діаметрі 900 мм. У середині 2000-х на ділянці між Хінтоном у Альберті та Гаргрівзом в Британській Колумбії (де трубопровід піднімається з рівнин на Кордил'єри) проклали лупінг довжиною 170 км та діаметром 750 мм, що разом зі встановленням двох додаткових насосних станцій дозволило збільшити добову потужність з 240 до 300 тисяч барелів.
По трасі трубопроводу розташовані чотири термінали:
- в Едмонтоні на початку системи, куди підведені 20 ліній, які постачають продукти з різних містин Альберти (зокрема, сюди подається ізооктан з заводу паливних присадок Alberta EnviroFuels). Їх зберігання організоване у 35 резервуарах загальною ємністю 8 млн барелів;
- в Камлупсі, через який проходять продукти з північного сходу Британської Колумбії. Місцевий термінал має лише два резервуари ємністю 160 тисяч барелів;
- у Сумасі за півсотні кілометрів на схід від Ванкувера. Тут протранспортовані по Trans Mountain Pipeline продукти можуть передаватись до трубопроводу Trans Mountain Puget Sound Pipeline System, котрий прямує до кількох нафтопереробних заводів у штаті Вашингтон. В Сумасі наявні шість резервуарів загальним об'ємом 715 тисяч барелів;
- в Бернабі біля кінцевої точки маршруту, де споруджено 13 резервуарів, здатних вмістити 1,7 млн барелів. Звідси протранспортовані по системі продукти можуть постачатись на термінал Вестрідж, до НПЗ Паркленд, а також іншим місцевим споживачам.

Перекачування по Trans Mountain Pipeline нафти та різноманітних нафтопродуктів здійснюється партіями. Всього по трасі працюють 23 насосні станції. 
Термінал Вестрідж здатний приймати судна класу Афрамакс (дедвейт до 120 тисяч тон, довжина до 245 метрів).

## Trans Mountain Expansion Project
На початку 21 століття зростання видобутку в Альберті призвело до появи проєкту серйозного розширення системи. Було заплановано прокласти по всій довжині траси (980 км) ще одну нитку та встановити 12 насосних станцій, що має збільшити потужність трубопроводу втричі — до 890 тисяч барелів на добу. Через спротив природоохоронних організацій (котрі побоювались додаткового трафіку нафтових танкерів через архіпелаг поблизу Ванкувера), а також представників аборигенного населення проєкт тривалий час не міг зрушити з місця. Для того, щоб сприяти його реалізації, в 2018-му уряд Канади викупив Trans Mountain Pipeline у попереднього власника Kinder Morgan за 4,5 млрд доларів та почав пошуки інвесторів (вартість проєкту розширення оцінюється у 7,4 млрд доларів).
По трубопроводу Trans Mountain Expansion будуть перекачувати бітуми, котрі вилучають із нафтоносних пісків Атабаски. Щоб уможливити їх транспортування, бітуми розводитимуть легкими фракціям (можливо відзначити, що спеціально для подачі в Альберту легкого конденсата з південного регіону США, в 2014-му реверсували та перепрофіліювали трубопровід Cochin Pipeline).
1 травня 2024 розпочато комерційну експлуатацію.